# Saurita araguana
Saurita araguana är en fjärilsart som beskrevs av Max Wilhelm Karl Draudt 1931. Saurita araguana ingår i släktet Saurita och familjen björnspinnare. Inga underarter finns listade.